# Берт, Эдвард Энгус
Э́двард Э́нгус Берт (англ. Edward Angus Burt; 1859—1939) — американский миколог.

## Биография
Эдвард Ангус Берт родился 9 апреля 1859 года в Атенсе (штат Пенсильвания) в семье Хауарда Фуллера и Миранды Форсайт. В 1893 году Берт получил степень бакалавра естественных наук в Гарвардском университете. В следующем году ему была присвоена степень магистра, а ещё через год — доктора философии.
21 августа 1884 года Берт женился на Кларе М. Бриггз.
Он издал множество научных публикаций, посвящённых различным базидиомицетовым грибам Северной Америки, в том числе работу The Thelephoraceae of North America, состоящую из пятнадцати томов.
Эдвард Энгус Берт скончался 27 апреля 1939 года.

## Виды грибов, названные в честь Э. Берта
- Exobasidium burtii Zeller, 1934
- Grandinia burtii Peck, 1901 [syn.  Hyphodontia crustosa (Pers.) J.Erikss., 1958]
- Heterochaete burtii Bres., 1920
- Peniophora burtii Romell, 1926 [syn.  Phanerochaete burtii (Romell) Parmasto, 1967]
- Polyporus burtii Peck, 1897 [syn.  Bjerkandera adusta (Willd.) P.Karst., 1879]
- Stereum burtianum Peck, 1904 [syn.  Stereopsis burtiana (Peck) D.A.Reid, 1965]